# Natura 2000-område nr. 68 Skjern Å
Natura 2000-område nr. 68 Skjern Å er et habitatområde (H61) med et areal på i 2.580 hektar, hvoraf 67 % er statsejet.
Habitatområdet består af den nedre del af Skjern Å fra udløbet i Ringkøbing Fjord og opstrøms til Arnborg samt den nedre del af Vorgod Å, op til nordvest for Troldhede.
Den cirka otte kilometer brede ådal blev dannet efter sidste istid af smeltevand fra den østlige isbræ. Skjern Å er Danmarks vandrigeste vandløb og afvander 11 % af Jylland. Med sine 94 kilometer er det landets næstlængste å, kun overgået af Gudenåen. Langs åen er der områder med overdrevs-, hede- og rigkærsvegetation. Af særlig interesse er den nationalt sjældne og globalt truede planteart vandranke. Natura 2000-området er blandt andet udpeget for at sikre den vilde stamme af Skjern Å-laks, som har været i området siden istiden. Også odder og grøn kølleguldsmed er udpegningsarter.

## Søer
Der er i Natura 2000-området seks søer på over 5 hektar (ha):
- Lønborggård Sø (52 ha).
- Vesterenge (68 ha).
- Hestholm Sø (212 ha).
- Skænken Sø (36 ha).
- Østerhestholm Sø (38 ha).
- Sø syd for Østerhestholm (14 ha).

## Fredninger
I Natura 2000-området er der to fredede moser, Albæk Mose
og Råddensig Kær, der begge er under kraftig tilgroning og har afvandingsproblemer. Her vokser sjældne planter, eksempelvis festgræs.

## Videre forløb
Natura 2000-planen blev vedtaget i 2011, hvorefter kommunalbestyrelserne
og Naturstyrelsen lavede bindende handleplaner. Planen videreføres og videreudvikles i senere planperioder. Natura 2000-området ligger i Ringkøbing-Skjern- og Herning Kommune, og naturplanen koordineres med vandplanen for 1.8 Hovedvandopland Ringkøbing Fjord 

## Eksterne kilder og henvisninger
1. ↑  Miljøstyrelsen Midtjylland (juni 2023). "Naturplan 2022-2027  Natura 2000-område nr. 68 Skjern Å" (PDF). mst.dk. Miljøstyrelsen. Arkiveret (PDF) fra originalen 7. juni 2024. Hentet 12. juni 2024.
2. ↑  
Miljøstyrelsen Midtjylland (2023). "Revideret basisanalyse 2022-2027  Natura 2000-område nr. 68 Skjern Å" (PDF). mst.dk. Miljøstyrelsen. Arkiveret (PDF) fra originalen 7. juni 2024. Hentet 12. juni 2024.
3. ↑  "Natura 2000-planlægning 2022-2027". mst.dk. Miljøstyrelsen. 2023. Arkiveret fra originalen 29. marts 2024. Hentet 11. maj 2024.
4. ↑  "Natura 2000-handleplan 2022–2027 Skjern Å" (PDF). Ringkøbing-Skjern Kommune, Herning Kommune og Miljøstyrelsen. Arkiveret fra originalen (PDF) 7. juni 2024. Hentet 12. juni 2024.
5. ↑  Forslag til vandplan Hovedvandopland 1.8 Ringkøbing Fjord via web.archive.org

- Kort over området på  miljoegis.mim.dk